# Colliuris surinamensis
Colliuris surinamensis is een keversoort uit de familie van de loopkevers (Carabidae). De wetenschappelijke naam werd gepubliceerd in 1767 door Carl Linnaeus.